# Fully Loaded: In Your House
Fully Loaded: In Your House è stata la prima edizione dell'omonimo pay-per-view e la ventitreesima edizione sotto il marchio In Your House, prodotto dalla World Wrestling Federation. L'evento si è svolto il 26 luglio 1998 alla Selland Arena di Fresno.
Il main event fu il match con in palio il WWF Tag Team Championship tra il team campione formato da Kane e Mankind e il team sfidante formato da Steve Austin e The Undertaker, vinto da questi ultimi dopo l'eseguzione del Tombstone Piledriver su Kane.
Altri match importanti presenti nell'undercard furono Jacqueline contro Sable in un Bikini Contest, The Rock contro Triple H in un Two out of three falls match per l'Intercontinental Championship, Owen Hart contro Ken Shamrock in un Dungeon match, Disciples of Apocalypse (8-Ball e Skull) contro L.O.D. 2000 (Hawk e Animal), Mark Henry contro Vader, Faarooq e 2 Cold Scorpio contro Terry Funk e Bradshaw, D'Lo Brown contro X-Pac, e Val Venis contro Jeff Jarrett.

## Storyline
La faida principale, fu quella per il WWF Tag Team Championship tra la coppia campione composta da Kane e Mankind e quella sfidante composta da Steve Austin e The Undertaker. A King of the Ring, The Undertaker sconfisse Mankind in un Hell in a Cell match. Più tardi quella sera, Mankind interferì nel First Blood match per il WWF Championship tra Austin e Kane. In seguìto The Undertaker fece il suo ingresso e colpì accidentalmente Austin con una sedia di acciaio, causandogli una ferita. Di conseguenza, Kane vinse il titolo. Nella puntata di Raw Is War del 29 giugno, Austin sfidò Kane in una rivincita per il titolo, che Kane accettò. Più tardi quella sera, Austin sconfisse Kane per vincere il WWF Championship. La settimana seguente a Raw Is War, il Chairman della WWF, Vince McMahon, annunciò che Austin e The Undertaker avrebbero affrontato Kane e Mankind a Fully Loaded. Nella puntata di Raw Is War del 13 luglio, Kane e Mankind sconfissero i New Age Outlaws (Billy Gunn e Road Dogg) conquistando il WWF Tag Team Championship, facendo diventare l'incontro contro Austin e Undertaker valevole per il titolo.
Le faide secondare sono collegate l'una con l'altra. La prima fu quella tra The Rock e Triple H per il WWF Intercontinental Championship. La seconda fu quella tra Ken Shamrock e Owen Hart. Nella puntata di Raw Is War del 29 giugno, Michael Cole intervistò Shamrock riguardo alla sua vittoria nel torneo del King of the Ring, dove Shamrock diede merito al suo avversario in finale The Rock. Owen Hart, membro della Nation of Domination di The Rock e vincitore del King of the Ring del 1994 che nel mese di aprile aveva voltato le spalle a Shamrock, ebbe un confronto con quest'ultimo e lo sfidò a un match tra vincitori del King of the Ring. Il vincitore del King of the Ring del 1997, Triple H sfidò entrambi in un Triple threat match. Shamrock vinse dopo aver schienato Triple H in seguito a un'interferenza di The Rock. Nella puntata di Raw Is War del 6 luglio, tutti i membri della DX insieme al comico Jason Sensation derisero i membr della Nation in una famigerata parodia. Nella puntata di Raw Is War del 13 luglio, Triple H e X-Pac sconfissero The Rock e Owen Hart in un tag team match. Durante il match, fu annunciato che a Fully Loaded Rock avrebbe dovuto difendere l'Intercontinental Championship contro Triple H in un two out of three falls match. Nella puntata di Raw Is War del 20 luglio, fu annunciato che a Fully Loaded Owen Hart e Ken Shamrock si sarebbero affrontati in un Dungeon match nel dungeon della famiglia Hart e Dan Severn sarebbe stato l'arbitro speciale.
Nella puntata di Raw Is War del 29 giugno, gli L.O.D. 2000 (Hawk e Animal) hanno sfidato il loro manager Paul Ellering. Ellering tradì gli L.O.D. 2000 per schierarsi con i Disciples of Apocalypse (8-Ball e Skull). I D.O.A. attaccarono gli L.O.D. 2000, portando a un match tra le due coppie a Fully Loaded. Inoltre a Raw Is War dell'8 giugno, il rinforzo della Nation of Domination, Mark Henry affrontò Vader in un incontro singolo dominandolo fino a quando The Undertaker attaccò entrambi. Henry attaccò Vader durante l'incontro di qualificazione al King of the Ring di Vader contro un altro membro della N.O.D., The Rock. In seguito Vader attaccò Henry costandogli l'incontro di qualificazione contro Ken Shamrock, portando a un incontro tra i due a Fully Loaded.

## Evento

### Match preliminari
Il primo match a andare in onda fu tra Val Venis e Jeff Jarrett. Venis dominò la primna parte dell'incontro. Jarrett eseguì una powerbomb su Venis e lo portò fuori dal ring, permettendo al manager di Jarrett, Tennessee Lee di attaccare Venis. venis tornò sul ring e mise a segno un belly to back suplex ai danni di Jarrett. La testa di Jarrett sbatté contro la testa dell'arbitro e ciò permise a Venis di portarsi in vantaggio. Venis schienò Jarrett con un roll-up per vincere la contesa.
Il match successivo fu un incontro non valido per lo European Championship tra il campione D'Lo Brown e lo sfidante X-Pac. Brown dominò gran parte della contesa e colpì X-Pac con un Frog Splash, soprannominato Lo Down, ma X-Pac riuscì a salvarsi al conto di due. Brown sbagliò un tentativo del Moonsault, in quanto venne evitato da X-Pac. X-Pac prese il controllo dell'incontro attaccando Brown all'angolo fino a quando Brown lo lanciò alle corde. Il manager di Brown, The Godfather attaccò X-Pac, permettendo a Brown di colpirlo con la Rydeen Bomb, soprannominata Sky High, e vincere il match.
Il match seguente fu un tag team match tra la coppia formata da Faarooq e Scorpio contro quella formata da Justin Bradshaw e Terry Funk. Faarooq e Scorpio presero presto il controllo della contesa. Bradshaw poi, eseguì un Superplex e una Powerbomb, mentre Funk lottò contro Scorpio fuori dal ring. Scorpio effettuò un Scorpio Splash su Funk, ottenendo la vittoria per il suo team. Dopo il match, Bradshaw attaccò Funk, Scorpio e Faarooq.
Il quarto match della serata, fu tra Mark Henry e Vader. All'inizio del match, Henry attaccò Vader con delle mosse di potenza, fino a quando Vader contrattaccò un sunset flip con un butt drop, prendendo il controllo della contesa. Vader attaccò Henry con il Vader Crush, ma ottenne solo un conto di due. Henry colpì Vader con una Powerslam, seguìta da un Running splash, che gli vale la vittoria.
Il quinto match fu un tag team match tra la coppia formata da Disciples of Apocalypse (8-Ball e Skull) contro quella formata dagli L.O.D. 2000 (Hawk e Animal). La contesa fu alla pari e Paul Ellering inteferì in favore dei DOA. I DOA presero il controllo del match attaccando Hawk, fino alla reazione di quest'ultimo con una clothesline e diede il cambio a Animal. Gli LOD eseguirono il Doomsday Device sul l'uomo legale dei DOA. Animal tentò di schienare il membro legale dei DOA, ma il membro illegale interruppe lo schienamento e si scambiò con il membro legale per schienare Animal e ottenere la vittoria.

### Match principali
Il sesto match fu il Dungeon match tra Owen Hart e Ken Shamrock. Il match venne registrato prima della messa in onda dell'evento nel dungeon della famiglia Hart. Dan Severn fu l'arbitro speciale del match. Shamrock cercò di colpire Hart con un calcio, ma Hart lo evitò e Severn venne colpito accidentalmente. Hart si portò in vantaggio colpendo Shamrock con un manubrio e eseguì poi un armbar su quest'ultimo. Severn video Shamrock intrappolato nella sottomissione e diede la vittoria a Hart.
Il settimo match dell'evento, fu il two out of three falls match per il WWE Intercontinental Championship tra il campione The Rock e lo sfidante Triple H. Dopo l'inizio dell'incontro, gli alleati di The Rock e membri della Nation of Domination, Mark Henry, The Godfather e D'Lo Brown, interferirono per aiutarlo. Ciò causò la reazione dei membri della D-Generation X e alleati di Triple H, New Age Outlaws (Billy Gunn e Road Dogg), i quali interferirono per fermare la Nation. The Rock distrasse l'arbitro, permettendo a Brown di distrarre Triple H, ma quest'ultimo lo colpì con l'Intercontinental Championship. Ciò permise a The Rock di eseguire la Rock Bottom ai danni di Triple H e lo schienò portandosi in vantaggio. D'Lo Brown salì sull'apron del ring e venne attaccato da Chyna. Mentre Chyna distrasse l'arbitro, X-Pac tentò di interferire nell'incontro, permettendo a Triple H di prendere una sedia ma Rock riuscì a prendere la sedia e tentò di colpire Triple H, il quale si spostò e l'arbitro fu colpito. Chyna eseguì una DDT nei confronti di The Rock sulla sediae permise a Triple H di schienarlo e pareggiare i conti. Verso la fine del match, Triple H eseguì il Pedigree su Rock ma non riuscì a schienarlo per limite di tempo. Il match si concluse in no contest e The Rock mantenne il titolo.
L'ultimo match dell'undercard fu il bikini contest tra Jacqueline e Sable. Jerry Lawler fu il cerimoniere del match. Originariamente, Sable vinse la contesa, ma venne squalificata per non aver indossato un regolare bikini, in quanto il pezzo sopra del bikini di Sable fu coperto solamente da due impronta di mani disegnate sul seno. Di conseguenza, Jacqueline fu la vincitrice.
Il main event fu il tag team match valevole per il WWF Tag Team Championship tra la coppia campione formata da Kane e Mankind contro la coppia sfidante formata da Steve Austin e The Undertaker. Austin tentò di eseguire la Stone Cold Stunner su Kane, la quale fu bloccata da quest'ultimo che eseguì la Chokeslam ai danni di The Undertaker. Undertaker e Mankind lottarono fuori dal ring. Mankind prese una sedia d'acciaio e la portò nel ring, in seguìto presa da Steve Austin, che la usò per colpire Kane. Tuttavia, Kane prese subito il controllo della contesa e insieme a Mankind continuarono ad attaccare Austin fino a subire la Stone Cold Stunner di quest'ultimo. The Undertaker ricevette il cambio e eseguì una Chokeslam sia nei confronti di Kane che di Mankind e successivamente colpì Kane con il Tombstone Piledriver per vincere il match e il WWF Tag Team Championship insieme a Autin.

## Conseguenze
Dopo aver sconfitto Kane e Mankind per il WWF Tag Team Championship, Steve Austin e The Undertaker continuarono la loro rivalità con Kane e Mankind. Nella puntata di Raw Is War del 27 luglio, Kane e Mankind attaccarono Steve Austin dopo la difesa del titolo di coppia contro i New Age Outlaws (Billy Gunn e Road Dogg). Nella puntata di Raw Is War del 3 agosto, Kane e Mankind sconfissero i New Age Outlaws in un tag team match. Più tardi quella sera, Austin e The Undertaker sconfissero la Nation of Domination (The Rock e Owen Hart) per mantenere il titolo di coppia, poco dopo vennero attaccati da Kane e Mankind. I New Age Outlaws intervennero e attaccarono tutti e tre i team. Da risultato, il 10 agosto a Raw Is War, The Undertaker e Austin difesero il loro titolo contro Kane e Mankind, la Nation of Domination e New Age Outlaws in un Four Corners match, che venne vinto da Kane e Mankind. La tensione tra The Undertaker e Austin continuò a crescere fino ad affrontarsi in un match per il WWF Championship di Austin a SummerSlam, vinto da quest'ultimo. A SummerSlam, Kane abbandonò Mankind non presentandosi durante la loro difesa titolata contro i New Age Outlaws, i quali sconfissero Mankind handicap match e vinsero il World Tag Team Championship.
The Rock e Triple H continuarono la loro rivalità dopo Fully Loaded. Nella puntata di Raw Is War del 3 agosto, Triple H sconfisse il suo compagno della D-Generation X X-Pac per diventare il primo sfidante all'Intercontinental Championship di Rock a SummerSlam. A SummerSlam, Triple H sconfisse The Rock in un ladder match per conquistare l'Intercontinental Championship

## Risultati
| # | Risultati                                                                                                   | Stipulazioni                                                          | Durata |
| - | --- | --------------------------------------------------------------------- | ------ |
| 1 | Val Venis ha sconfitto Jeff Jarrett (con Tennessee Lee)                                                     | Singles match                                                         | 07:45  |
| 2 | D'Lo Brown (con The Godfather) ha sconfitto X-Pac (con Chyna)                                               | Singles match                                                         | 08:26  |
| 3 | Faarooq e Scorpio hanno sconfitto Terry Funk e Justin Bradshaw                                              | Tag team match                                                        | 06:49  |
| 4 | Mark Henry ha sconfitto Vader                                                                               | Singles match                                                         | 05:03  |
| 5 | The Disciples of Apocalypse (8-Ball e Skull (con Paul Ellering) hanno sconfitto L.O.D. 2000 (Hawk e Animal) | Tag team match                                                        | 08:50  |
| 6 | Owen Hart ha sconfitto Ken Shamrock                                                                         | Dungeon match con Dan Severn come arbitro speciale                    | 04:46  |
| 7 | The Rock (c) vs. Triple H (con Chyna) termina in un pareggio per limite di tempo                            | Two out of three falls match per il WWF Intercontinental Championship | 30:00  |
| 8 | Jacqueline ha sconfitto Sable per squalifica                                                                | Bikini contest con Jerry Lawler come maestro delle cerimonie          | N/A    |
| 9 | Steve Austin e The Undertaker hanno sconfitto Kane e Mankind (c) (con Paul Bearer)                          | Tag team match per il WWF Tag Team Championship                       | 18:08  |